# Мазама американська
Мазама американська (Mazama americana) — вид ссавців родини Оленеві.

## Етимологія
Mazame — це стара індійська назва, використовувана для позначення будь-якого оленя. суфікс ana позначає приналежність.

## Середовище проживання
Країни проживання: Аргентина, Болівія, Бразилія, Колумбія, Еквадор, Французька Гвіана, Гаяна, Парагвай, Перу, Суринам, Тринідад і Тобаго, Венесуела.
Полюбляють лісові масиви і береги річок, які майже завжди покриті величезною рослинністю, що дозволяє уникнути сонця. Він живе в сухих і вологих лісах, тропічних і субтропічних, на висотах від 0 до 2000 метрів над рівнем моря.

## Морфологія
Морфометрія. довжина голови й тіла: 900-1440 мм, довжина хвоста: 95-150 мм, довжина задніх ступнів: 313-340 мм, довжина вух: 83-106 мм, висота в плечах: 600-760, вага: 12-48 кг.
Опис. Це найбільший вид роду Мазама. Його тіло струнке, він має коротке і яскраве хутро від червоно-коричневого до темного коричнево-каштанового кольору. Забарвлення черева вершково жовтого кольору. Він має великі очі, у той час як вуха короткі, але широкі з невеликою плямою білуватих волосків. Хвіст короткий і двоколірний. Ноги довгі і тонкі. На відміну від самиць, дорослі самці з короткими прямими рогами без гілок.
Зубна формула: I 0/3, C 0/1, P 3/3, M 3/3 = 32 зуба.

## Стиль життя
Денний або нічний солітарний вид. Їдять гриби, листя, плоди, бруньки і ніжні гілки, квіти. Вагітність триває 8 місяців. Вони розмножуються в будь-який час року. Передбачається, що площа життя дорослих самців може досягати 100 га.